# Administration
För andra betydelser, se Administration (olika betydelser).
Administration är hantering av information för att fatta beslut.[källa behövs]

## Administrativ rationalisering
Administrativ rationalisering innebär att utföra diverse åtgärder som syftar till att förenkla och effektivisera administration, som en del i verksamhetsutveckling. Ett sätt att arbeta med administrativ rationalisering är att dela upp administrativa flöden och processer två kategorier: Samtida flöden, som kan ske parallellt, och föregående flöden, som måste ske i sekvens.